# Smerek (Ukraina)
Smerek (ukr. Смерек) – szczyt na Ukrainie, położony w Gorganach.

## Topografia
Szczyt położony jest w północno-zachodniej części Gorganów, jego masyw bezpośrednio przylega do Borżawy i Grzbietu Wierchowińskiego. W jego masywie można wyróżnić kilka szczytów o wysokości większej niż 1000 m n.p.m. Od reszty Gorganów oddzielony jest doliną rzeki Rika, przez co czasem nie jest do nich zaliczany. Na północy od masywu odchodzi grzbiet, który łączy go z Grzbietem Wierchowińskim w szczycie Czarna Repa przełęczą o wysokości około 800 m n.p.m., co czyni go jednym z najwybitniejszych szczytów Karpat. Od Borżawy oddzielony jest doliną rzeki Repinka. U podnóży szczytu znajdują się miejscowości Toruń oraz Wyżnia Bystra, które od góry dzieli odległość nieco ponad 3 km.

## Przyroda
Smerek obecnie pokryty jest rozległym lasem, który w górnych partiach szczytowych jest bardziej przerzedzony, na wierzchołku znajduje się niewielka polanka. Sam masyw nie znajduje się na terenie żadnego parku narodowego.